# Funaria robustior
Funaria robustior är en bladmossart som beskrevs av Brotherus 1903. Funaria robustior ingår i släktet spåmossor, och familjen Funariaceae. Inga underarter finns listade i Catalogue of Life.